# Pajsoån

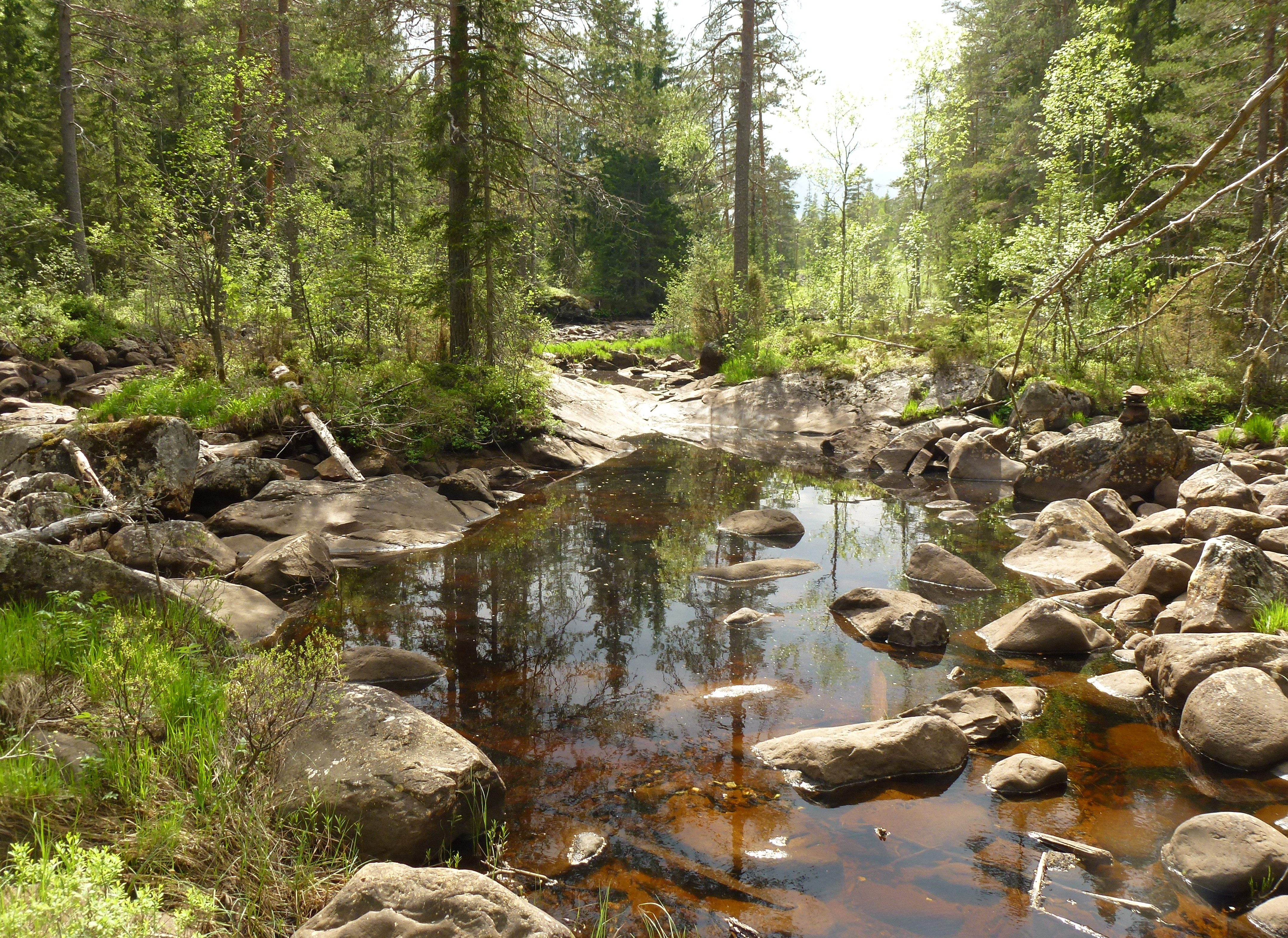
Pajsoån vid Gungholmen, 2013.

Pajsoån (även kallad Parisån) är ett vattendrag som rinner genom Grangärde finnmark strax norr om Skattlösberg i Ludvika kommun. 
Pajsoån börjar i Stora Sandsjö och har tillflöden av bland annat Låsån,  Ursån, Mörtån och Gänsån.  Vid Långvasselbron övergår Pajsoån i Burån. 
År 1829 invigdes Nya Prästhyttan vid Pajsoån för att nyttja dess vattenkraft. 
Pajsoån förekommer även i dikten Pajso av Dan Andersson ur samlingen Kolvaktarens visor.
Dikten börjar:
Du åldriga Pajso,

som leker så ystert

bland fallande dammar

och rännor som brista,

du sjunger väl ännu

din ödemarks sånger

när böljorna runor

i hällarna rista.